# Gaius Dillius Vocula
Gaius Dillius Vocula († Anfang 70) war ein römischer Senator. Er wurde durch seine Rolle als Legionslegat während des Bataveraufstandes bekannt.

## Leben
Gaius Vocula war vermutlich ein naher Verwandter des Gaius Dillius Aponianus und stammte wohl wie dieser aus Corduba (heute Córdoba) in der Provinz Baetica im heutigen Südspanien.

## Laufbahn
Der cursus honorum Voculas ist von seinem in Rom gefundenen Grabstein inschriftlich bekannt.
| Inschrift CIL 6,1402 | Übersetzung |
| --- | --- |
| C(aio) Dillio A(uli) f(ilio) Ser(gia) Voculae / trib(uno) milit(um) leg(ionis) I IIIIviro viarum curandar(um) / q(uaestori) provinc(iae) Ponti et Bithiniae trib(uno) pl(ebis) pr(aetori) / leg(ato) in Germania leg(ionis) XXII Primigeniae / Helvia T(iti) f(ilia) Procula uxor fecit | Für Gaius Dillius Vocula, Sohn des Aulus, aus der Tribus Sergia, Militärtribun der Legio I, IIIIvir viarum curandarum, Quästor der Provinz Bithynia et Pontus, Volkstribun, Prätor, Legat der Legio XXII Primigenia in Germanien, hat (dieses Grabmal) seine Frau Helvia Procula, Tochter des Titus, machen lassen. |
Während der Wirren des Vierkaiserjahres war Vocula Legat der in Mogontiacum stationierten Legio XXII Primigenia und hatte de facto die Aufgaben des Statthalters von Marcus Hordeonius Flaccus übernommen. Während des Bataveraufstandes wurde Vocula als Entsatz für die im Legionslager Vetera durch Truppenverbände des Iulius Civilis belagerten Soldaten nach Niedergermanien geschickt. Auf dem Marsch an den Niederrhein unterdrückte Vocula eine Rebellion in der Colonia Claudia Ara Agrippinensium und schlug das Heer des Civilis.
Anfang des Jahres 70 n. Chr. wurde er von einem Deserteur aus der Legio I ermordet. Der Mordauftrag kam von Iulius Classicus, einem Treverer in römischen Diensten, der sich auf die Seite des Civilis schlug und nach der Beseitigung Voculas die Macht im  Legionslager Neuss an sich riss.